# Franz Ernst Neumann

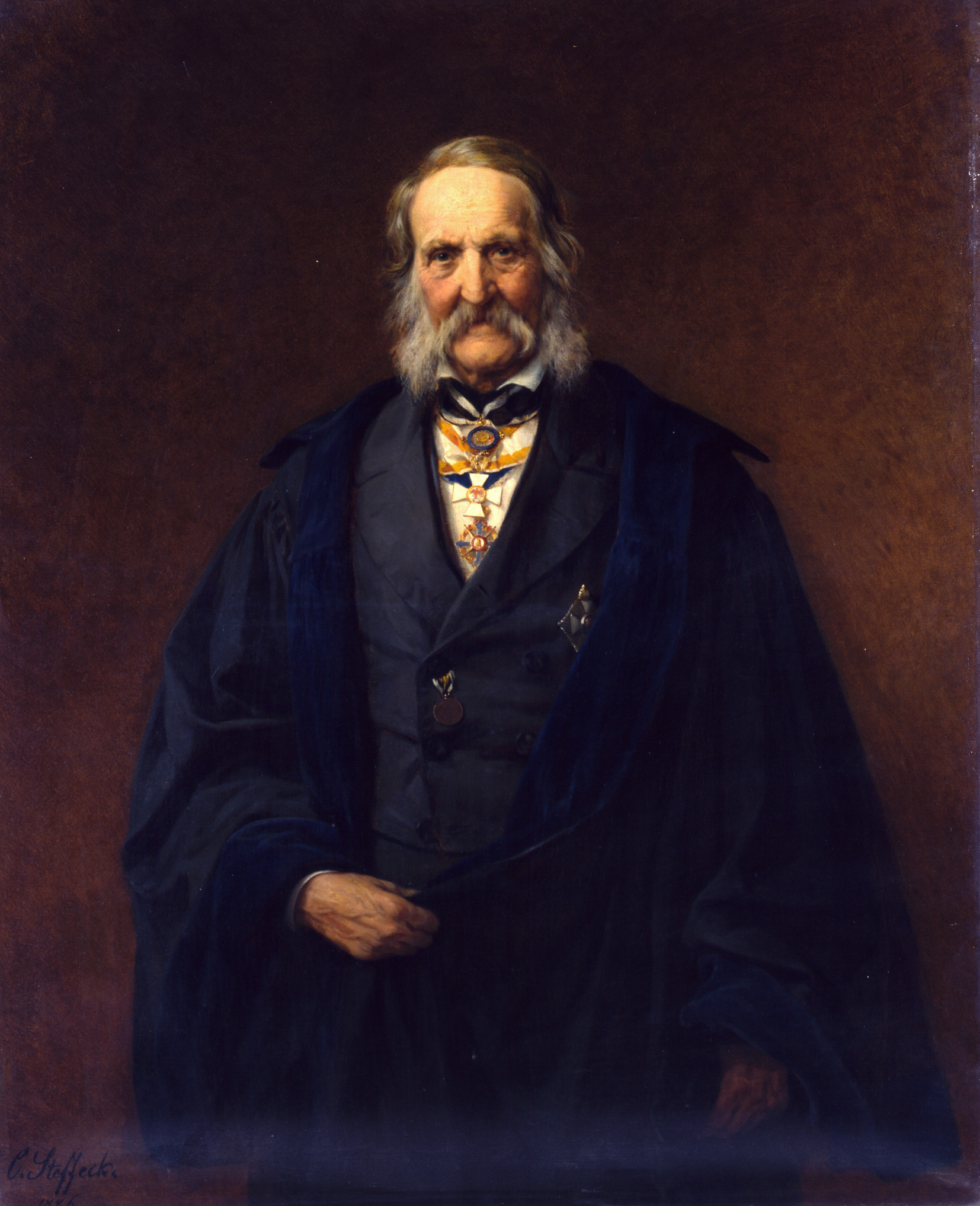
Franz Ernst Neumann, porträtiert von Carl Steffeck, 1886

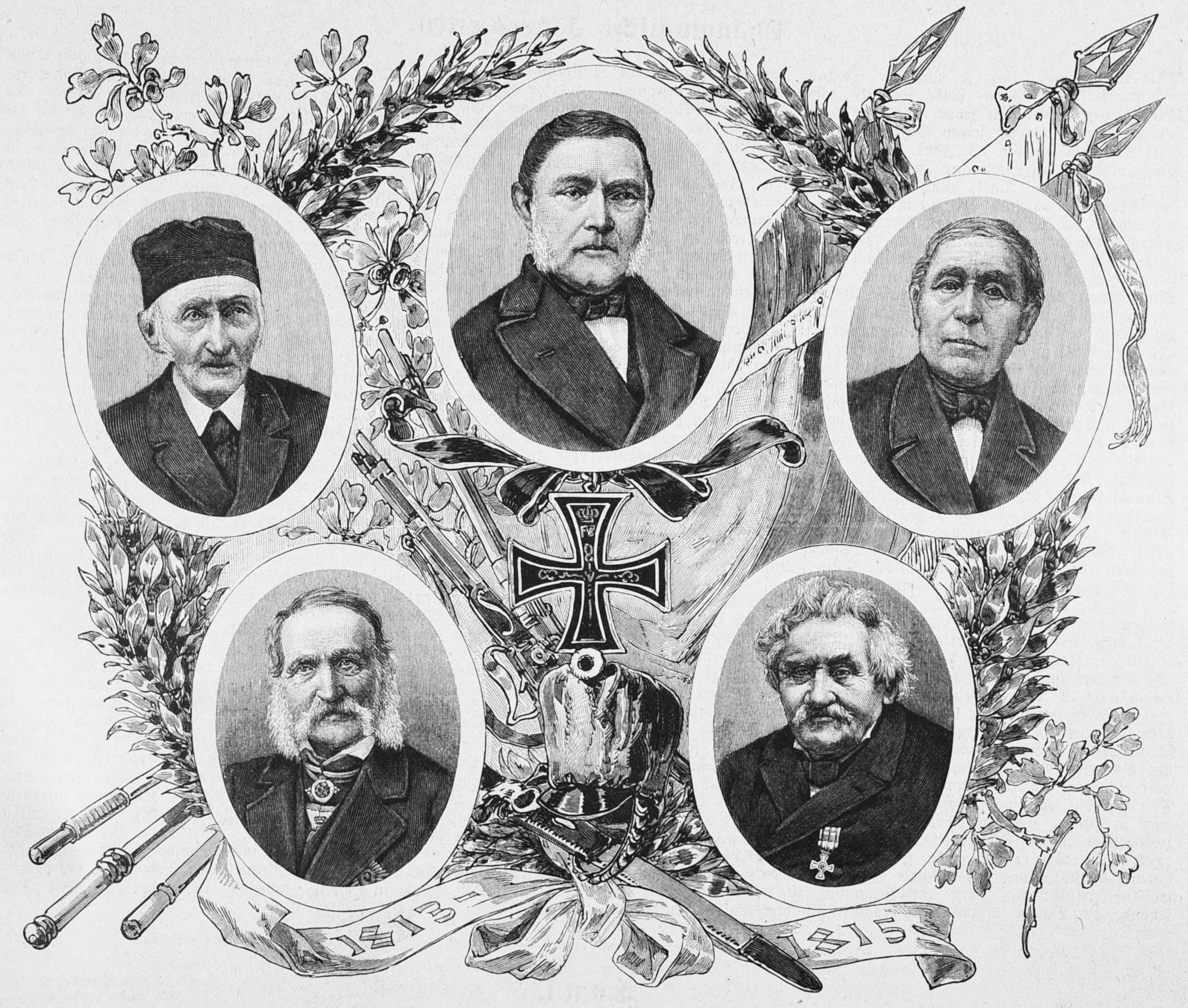
Die letzten 5 bekannten Veteranen der Befreiungskriege von 1813–1815 aus dem Jahr 1895, unten links ist Franz Neumann

Franz Ernst Neumann (* 11. September 1798 in Schmelze bei Mellin; † 23. Mai 1895 in Königsberg) war ein deutscher Physiker und gilt als einer der Begründer der theoretischen Physik. Seine Schüler bildeten die „Königsberger Schule“ und besetzten fast alle deutschen Lehrstühle für Physik.

## Leben

### Kindheit und Jugend
Franz Ernst Neumann war der Sohn der geschiedenen Gräfin Charlotte Friderike Wilhelmine von Mellin, geb. von Kahlden (1753–1830), und ihres Gutsverwalters Franz Ernst Neumann. Seine väterlichen Vorfahren waren in der Landwirtschaft tätig, seine mütterlichen waren unter anderem hohe Offiziere der preußischen Armee. Sein mütterlicher Großvater war Flügeladjutant Friedrichs II., ein Urgroßvater Erbmarschall des Fürstentums Minden. Franz Neumann wurde vorwiegend vom Vater und den Großeltern väterlicherseits erzogen. Erst in seiner Jugend erfuhr er von seiner Mutter und damit seiner adligen Abstammung. Er wuchs trotz des Vermögens seiner Mutter in einfachen Verhältnissen auf.
Er entwickelte schon früh Kampfgeist und Patriotismus, so dass er als Kriegsfreiwilliger im Alter von nur 15 Jahren im Colberger Grenadier-Regiment während der Freiheitskriege gegen Napoleon kämpfte. In der Schlacht von Ligny im Jahre 1815 wurde er von einer Kugel getroffen, die ihm Teile des Gesichts zerfetzte. Er verlor dadurch fast das Leben und musste das Sprechen wieder erlernen.
Neumann machte im Friedrichwerderschen Gymnasium in Berlin 1817 sein Abitur. Er erwarb schon damals, größtenteils außerhalb des schulischen Unterrichtes, große mathematische Kenntnisse.

### Studium
Obwohl er schon früh den Wunsch geäußert hatte, Mathematik zu studieren, begann er gemäß dem Wunsch seines Vaters zuerst ein Studium der Theologie in Berlin, studierte anschließend in Jena Naturwissenschaften und Mathematik und kam im Jahre 1819 zurück nach Berlin. Finanziert wurde sein Studium durch ein Stipendium des Unterrichtsministeriums und des Geologen Leopold von Buch. Während seines Studiums wurde er Mitglied der Urburschenschaft.
Neumann studierte und schrieb seine Dissertation bei dem Mineralogen Christian Samuel Weiss über das Zonengesetz in der Kristallsystematik. Er hielt eine Reihe von Vorlesungen über Mineralogie in Berlin und übernahm die Betreuung des Berliner Mineralien-Kabinetts.
Er interessierte sich während des Studiums und der ersten akademischen Arbeiten in Berlin stark für die Arbeiten der französischen Mathematiker wie Adrien-Marie Legendre und Jean Baptiste Joseph Fourier.

### Akademische Karriere
Durch seine Arbeit in Berlin bekannt, ging er 1826 an die Universität Königsberg, wo er sich habilitierte. Dort freundete er sich mit dem Astronomen Friedrich Wilhelm Bessel und dem Naturwissenschaftler Karl Gottfried Hagen an. Nach Hagens Tod im Jahr 1829 wurde Neumann zum ordentlichen Professor für Mineralogie und Physik ernannt. Mitte der 1840er Jahre wurde er zum Rektor der Universität gewählt. Seine Lehrtätigkeit gab er 1877 auf; war aber als Emeritus an der Universität Königsberg tätig.
Beerdigt wurde er auf dem sog. Gelehrtenfriedhof bei der Sternwarte. Seit 1898 ehrte ihn eine Bronzetafel Friedrich Reuschs in der Säulenhalle der Albertina.

### Privat
1830 heiratete Neumann Hagens Tochter Florentine (1800–1838), die nur acht Jahre später starb und ihm fünf Kinder hinterließ:  Carl Gottfried Neumann (1832–1925) war Professor für Mathematik, Franz Ernst Christian Neumann (1834–1918) war Professor für Pathologie und Hämatologie, Friedrich Julius Neumann (1835–1910) war Professor für Nationalökonomie. Die Tochter Luise Neumann (1837–1934) schrieb seine Lebensgeschichte „Franz Ernst Neumann, Erinnerungsblätter“. Seinen Nachlass übergab sie dem Stadtgeschichtlichen Museum Königsberg, das ein Neumann-Zimmer einrichtete.
Nach dem Tod seiner ersten Frau heiratete er deren Cousine Wilhelma Hagen, die 1877 starb.

## Wissenschaftliches Werk
Franz Ernst Neumanns Forschungen erstreckten sich auf Probleme in der Kristallographie, der spezifischen Wärme, der Wellentheorie des Lichts, Induktionsströme und mathematischen Methoden in der Physik. Für seine wissenschaftlichen Verdienste wurde er am 17. August 1860 in den preußischen Orden Pour le mérite für Wissenschaft und Künste aufgenommen.

### Kristallographie und Mineralogie
Seine bedeutendsten Untersuchungen über Eigenschaften von Kristallen und Mineralien, die er zwischen 1830 und 1834 schrieb, betrafen die spezifische Wärme. Er entwickelte eine genauere Fassung der Methode der Mischungen und erweiterte das Dulong-Petit-Gesetz von einfachen auf zusammengesetzte Substanzen.  Die Entdeckung, dass die spezifische Wärme von Wasser sich mit der Temperatur erhöht, stammt ebenfalls aus dieser Zeit. Das Neumannsche Prinzip verknüpft die Eigenschaften eines Kristalls mit der Struktur des Kristalls. Ihm wird oft die Entdeckung der Neumannsche Linien in Meteoriten zugeschrieben, diese wurden aber von Johann G. Neumann entdeckt.

### Wellentheorie des Lichts
In den 1830ern untersuchte er weiterhin verschiedene Aspekte der Wellentheorie des Lichts. Die Frage, ob Licht Wellennatur habe (wie Christian Huygens als erster erklärte) oder sich aus Korpuskeln (wie Sir Isaac Newton glaubte) zusammensetze, schien damals zugunsten der Wellentheorie entschieden, wobei man jedoch einen feinstofflichen Äther annahm, in dem sich die Wellen fortbewegen. 1832 entwickelte Neumann eine Theorie der Doppelbrechung, für die er den Äther als elastisches Medium auffasste, das entsprechend Claude Naviers Elastizitätsgleichungen behandelt werden könnte. Neumanns Theorie setzte zu den schon angenommenen transversalen Wellen noch longitudinale Wellen voraus.

### Elektromagnetismus
Mitte der 1840er forschte Neumann auf dem Gebiet des Elektromagnetismus. 1845 veröffentlichte er eine allgemeine Theorie der Induktionsströme für geschlossene Stromkreise. Zwei Jahre später verallgemeinerte er seine Theorie auf veränderte Intensitäten des Stroms. Neumanns Arbeiten bildeten eine Grundlage für deutsche Forschungen auf diesem Gebiet, bis sie allmählich von Maxwells Theorien abgelöst wurden.

## Ehrungen
1844 Dr. med. honoris causa (Medizinische Fakultät Königsberg);
1844 Roter Adlerorden II. Klasse (1886 mit Stern); 1860 Orden Pour le Mérite für Wissenschaften und Künste; 1872 Bayerischer Maximiliansorden für Wissenschaft und Kunst; 1877 Copley Medal der Royal Society; 1888 Kronenorden I. Klasse mit Stern; 1894 Wirklicher Geheimer Rat und Exzellenz; 1835 korrespondierendes Mitglied der Akademie der Wissenschaften in Berlin, ab 1838 Mitglied der Petersburger Akademie der Wissenschaften, ab 1856 auswärtiges Mitglied der Göttinger Akademie der Wissenschaften, ab 1862 auswärtiges Mitglied der Royal Society u. a. europäischer Akademien.
1886 Ölgemälde Carl Steffeck für die Königliche Nationalgalerie in Berlin (im Auftrag des Königs für Träger des Ordens Pour le Mérite)
Seit 1965 trägt der Neumann Peak auf der Hansen-Insel in der Antarktis seinen Namen.

## Schriften
Neumanns Veröffentlichungen wurden hauptsächlich von seinen Schülern herausgegeben.
- Franz Ernst Neumann: De lege zonarum principio evolutionis systematum crystallinorum. Berlin 1826.
- Karl Gottfried Neumann (Hrsg.): Vorlesungen über die Theorie des Magnetismus. Leipzig 1881.
- Carl Pape (Hrsg.): Einleitung in die theoretische Physik. Leipzig 1883.
- von der Mühll (Hrsg.): Vorlesungen über elektrische Ströme. Leipzig 1884.
- Dorn (Hrsg.): Vorlesungen über theoretische Optik. Leipzig 1885.
- O. E. Meyer (Hrsg.): Vorlesungen über die Theorie der Elasticität. Leipzig 1885.
- Karl Gustav Neumann (Hrsg.): Vorlesungen über die Theorie des Potentials. Leipzig 1887.
- Wangerin (Hrsg.): Vorlesungen über die Kapillarität. Leipzig 1894.